# Neodiplectanum wenningeri
Neodiplectanum wenningeri är en plattmaskart. Neodiplectanum wenningeri ingår i släktet Neodiplectanum och familjen Diplectanidae. Inga underarter finns listade i Catalogue of Life.